# Borgo Pineta
Borgo Pineta, localmente anche detto Concentramento, è un quartiere di circa 9 000 abitanti della zona nord di Avezzano (AQ), in Abruzzo.

## Territorio

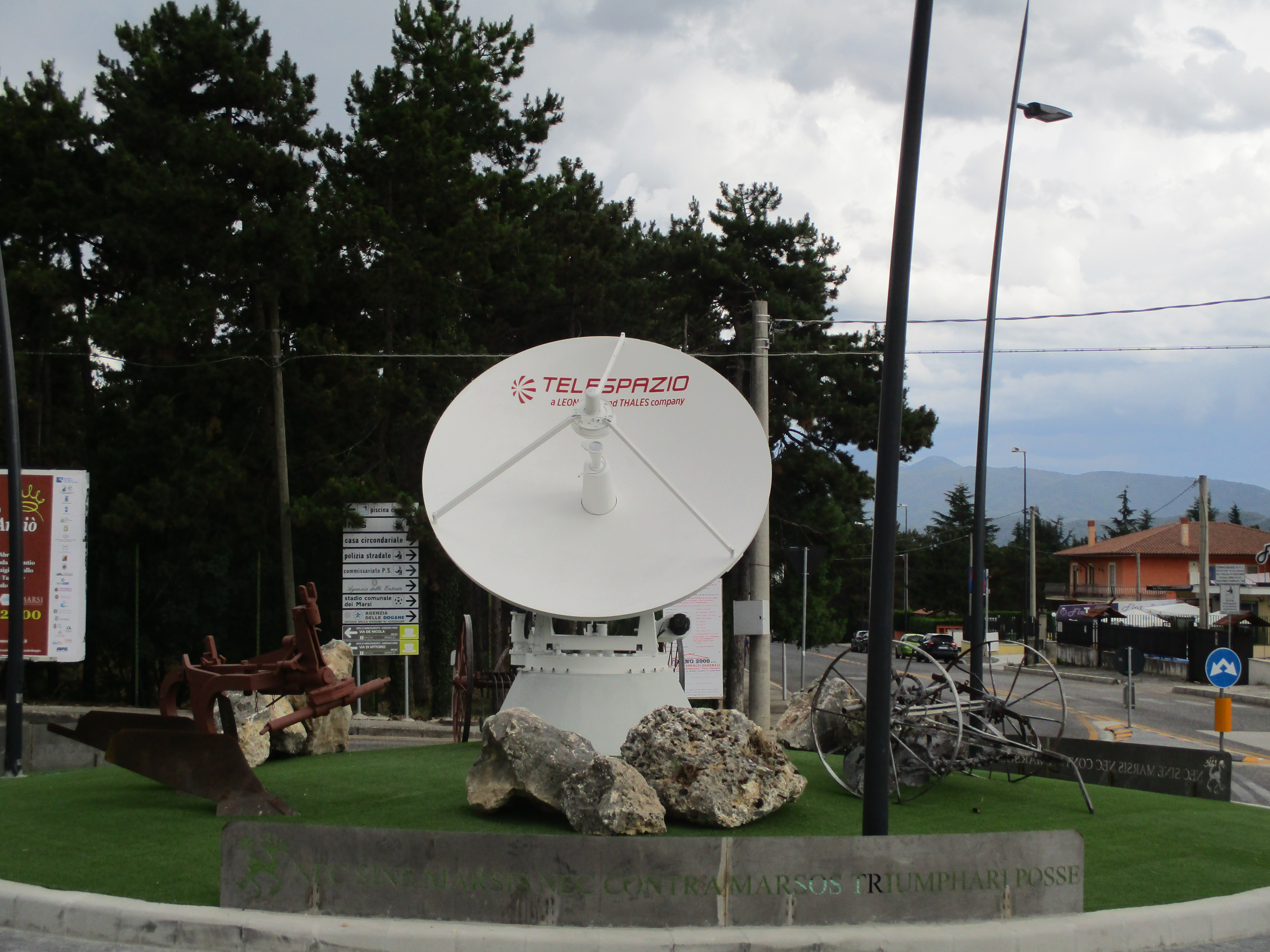
La rotonda con un'antenna dismessa del Centro Spaziale del Fucino

Il quartiere è situato a nord della città marsicana, tra la stazione ferroviaria e la pineta. È collegato al centro della città principalmente attraverso i sottopassi stradali di via Don Giovanni Minzoni-via Giovanni Pagani e via Aquila e alla zona ovest, quartiere Cesolino-via Tiburtina Valeria, tramite il cosiddetto "Ponte Romano", collocato sul tratto urbano della ferrovia Roma-Sulmona-Pescara di via dei Laghi. Le sue strade sono in maggioranza spaziose e fornite di larghi marciapiedi. In alcuni tratti è presente una pista ciclabile con annesso percorso pedonale.

## Storia
Il quartiere, originariamente chiamato "Contrada Barbazzano" o semplicemente "Barbazzano" e, nel più recente passato, denominato "Concentramento", per via dell'installazione, dopo il terremoto della Marsica del 1915 e durante la prima guerra mondiale, del campo di concentramento in questa area. Il Governo Salandra II, infatti, decise di istituire in città il campo di lavoro dei prigionieri austro-ungarici, dato il vuoto generazionale che era venuto a crearsi per via del terremoto, dopo il quale, tra l'altro, i pochi giovani sopravvissuti dovettero partecipare, come soldati dell'esercito, alla Grande Guerra. Furono gli stessi austro-ungarici a realizzare la pineta, il rimboschimento del monte Salviano, servizi viari cittadini e altre opere volte alla ricostruzione di Avezzano. Il campo di concentramento, parzialmente riutilizzato durante la seconda guerra mondiale, fu dismesso definitivamente nel secondo dopoguerra.

## Urbanistica
L'architettura del quartiere, pur essendo eterogenea, può essere suddivisa in due macro-aree: Madonna del Passo, con abitazioni moderne tipiche del Novecento, e l'area degli istituti scolastici, caratterizzata dall'edilizia popolare degli anni Settanta con edifici a più piani. 
Adiacenti alla pineta ci sono importanti strutture sportive come lo stadio dei Pini, il velodromo Vito Taccone, la piscina comunale, la palestra per le arti marziali e per il pugilato, i campi da tennis. Il quartiere è ricco di attività commerciali e culturali. Qui sono presenti diverse scuole di ogni ordine e grado che impegnano nel percorso scolastico i giovani di tutta la Marsica e dei centri limitrofi. Centro della vita religiosa è la parrocchia intitolata alla Madonna del Passo. Presenta inoltre gli ampi giardini pubblici in piazza della Resistenza, tra via Francesco Cilea, via Cavalieri di Vittorio Veneto e via Don Giovanni Minzoni.

## Monumenti e luoghi d'interesse

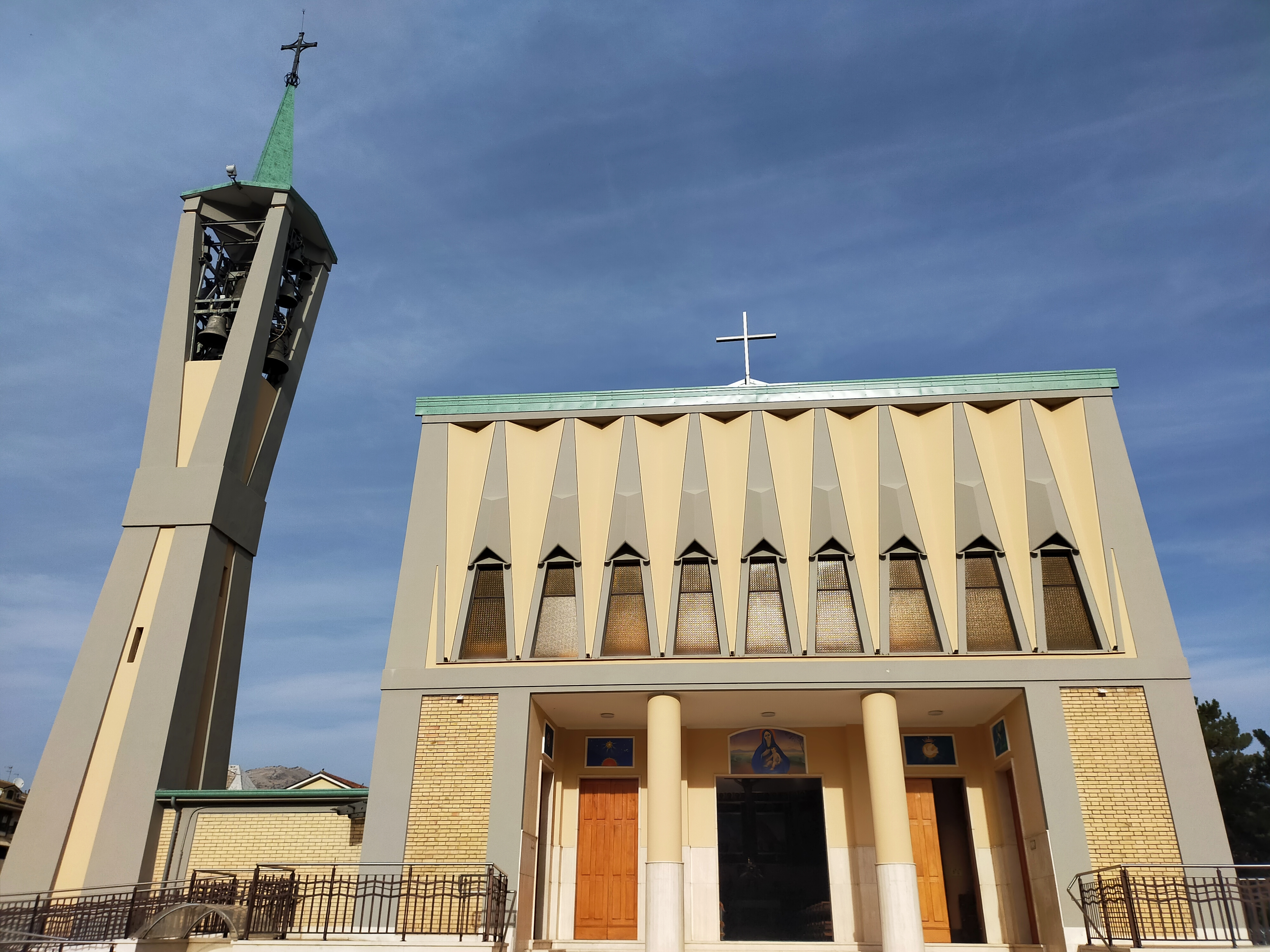
Facciata della chiesa della Madonna del Passo

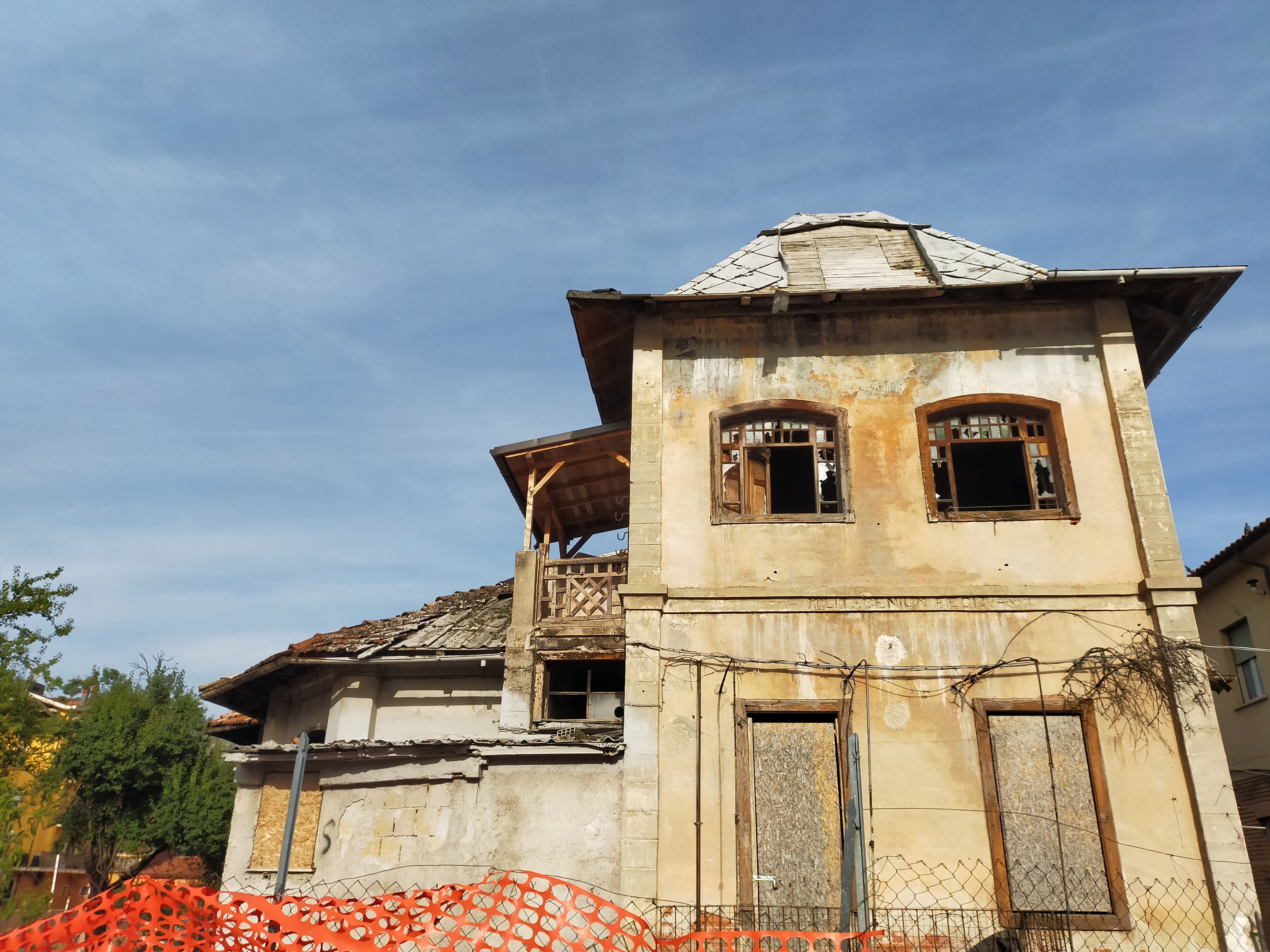
Il villino Cimarosa

### Architetture religiose
Chiesa della Madonna del PassoPrincipale chiesa del quartiere. Fu edificata a cominciare dal 1955 su impulso del parroco originario di Marano dei Marsi mons. Giuseppe Di Iorio (1920 – 27 gennaio 2009); fu ultimata alla fine degli anni Cinquanta. Il campanile, a base quadrata, venne innalzato nel 1971. Accanto alla chiesa fu costruita la scuola dell'infanzia paritaria di indirizzo cattolico intitolata alla Madonna del Passo.

### Architetture civili

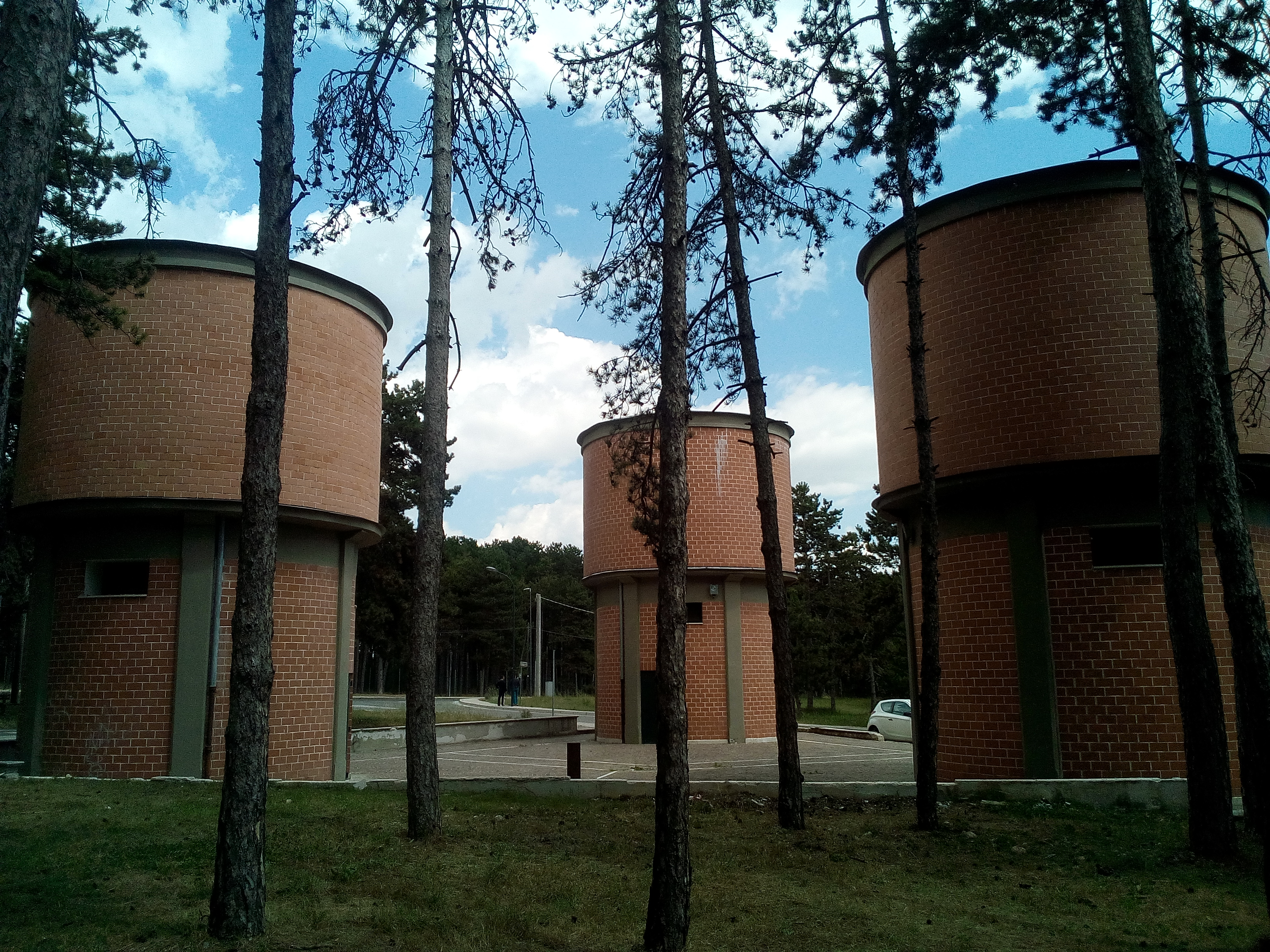
Le Tre Conche

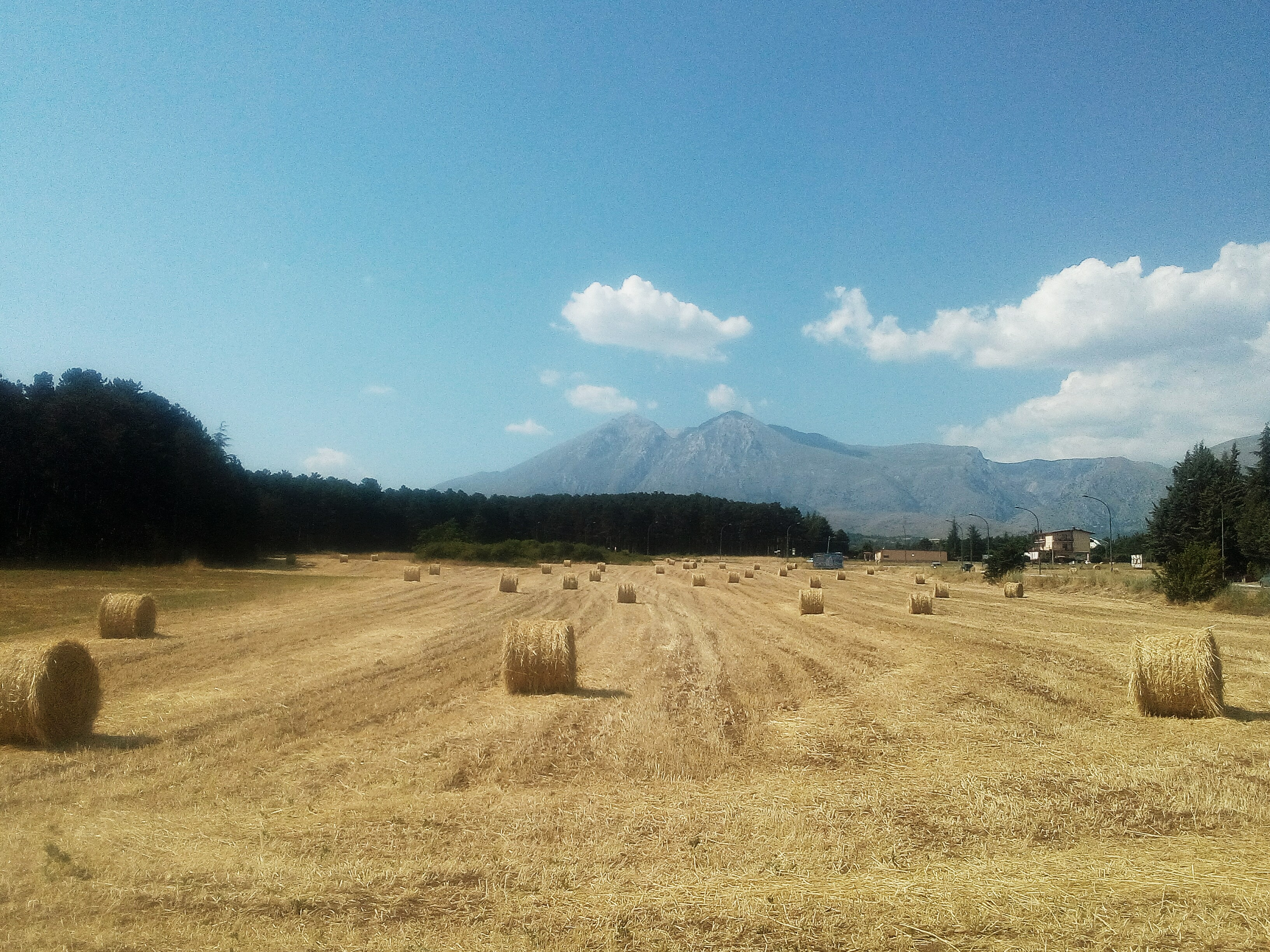
Veduta, oltre la pineta, del monte Velino

Villino CimarosaL'edificio, che si caratterizza per il tetto in legno, venne utilizzato come ufficio-magazzino del genio militare al servizio del campo di concentramento di Avezzano. È collocato in via Domenico Cimarosa, lateralmente alla chiesa della Madonna del Passo.
Tre ConcheGrandi serbatoi utilizzati per l'approvvigionamento dell'acqua, situati nella pineta. Servirono attraverso una serie di condotte idriche il grande campo di concentramento edificato pochi mesi dopo il terremoto del 1915 durante la Grande Guerra e in parte riutilizzato nella seconda guerra mondiale.

### Aree naturali
PinetaCostituita quasi completamente da pini neri e considerata come uno dei polmoni verdi della città, insieme a villa Torlonia e all'omonima piazza pubblica, sorse con lo scopo di proteggere la città dai venti freddi provenienti dal monte Velino. Situata in località Tre Conche, fu impiantata durante il periodo fascista e, inizialmente, venne denominata "bosco dell'impero".

## Società

### Cultura
- Teatro dei Marsi
- Centro servizi culturali e biblioteca civica Ignazio Silone

### Tradizioni e folclore
La festa in onore di santa Maria Goretti si svolge annualmente nella prima settimana di luglio. Il 26 aprile, come in tutti gli altri quartieri della città, durante la notte dei "focaracci" viene acceso il falò sul modello della festa di Beltane, in onore della Madonna di Pietraquaria patrona di Avezzano.

## Infrastrutture e trasporti
Il quartiere è ben collegato con l'autostrada A25 e con la strada statale 690 Avezzano-Sora. 
All'angolo con il quartiere Barbazzano è presente un sottopasso pedonale che collega  il terminal degli autobus di piazza J. F. Kennedy e via Salvador Allende con l'area ferroviaria di piazza Giacomo Matteotti e dunque con il centro cittadino.

## Sport
Lo stadio dei Pini, la piscina comunale, il pattinodromo, il velodromo Vito Taccone, il complesso tennistico, un impianto polivalente per il calcio e la pallacanestro e la palestra per la pratica del pugilato sono tra le strutture più importanti presenti nel quartiere. Qui operano numerose società sportive di atletica leggera, tennis, pugilato, tiro con l'arco, bocce, mountain bike. 
La squadra calcistica di Borgo Pineta ha militato nelle categorie dilettantistiche e amatoriali abruzzesi.